# Даніель Баренбойм
Даніель Баренбойм (івр. דניאל בארנבוים, ісп. Daniel Barenboim, 15 листопада 1942, Буенос-Айрес) — ізраїльський диригент і піаніст аргентинського походження.

## Життєвий і творчий шлях

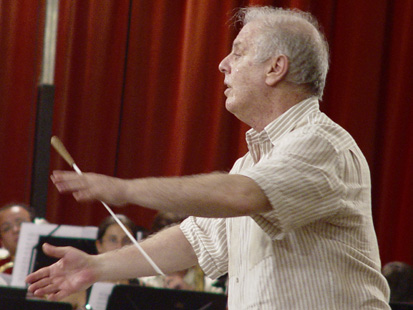
Даніель Баренбойм

Народився у єврейській сім'ї, яка втекла від погромів з Росії. 1952 року сім'я переїхала в Ізраїль. 1954 року Даніель приїхав у Зальцбург вчитися диригентському мистецтву в Ігоря Маркевича. Виступав у ансамблі зі скрипалем Адольфом Бушем і піаністом Артуром Рубінштейном, грав з такими диригентами, як Вільгельм Фуртвенглер і Отто Клемперер. Перші записи Баренбойма відносяться до 1954 року. 1955 року він вивчав композицію в Парижі у Наді Буланже.
1965 року став керівником Англійського камерного оркестру і записав з ним як піаніст і диригент всі концерти Моцарта.

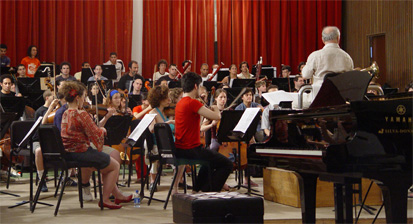
Баренбойм диригує оркестром «Західно-східний диван» в Севільї, 2005

1967 року його дружиною стала Жаклін дю Пре, разом з нею, скрипалями П. Цукерманом і І. Перлманом, а також І. Стерном і З. Мета, Баренбойм виконував і записував виключно камерну музику, найбільше — Л. Бетховена, а також Ф. Шуберта. Кар'єра Дюпре через хворобу закінчилася вже в 1973 році, а 1987 року вона померла.
1975 року Баренбойм очолив Оркестр Парижа, змінивши на цій посаді Г. Шолто, цю посаду займав до 1989 року. З 1991 по 2006 роки він керував Чиказьким симфонічним оркестром, а 1992 року став музичним директором Берлінської державної опери. З 2006 він — запрошений керівник оркестру Міланського театру Ла Скала.

## Приватне життя
- Першою дружиною Баренбойма була англійська віолончелістка Жаклін дю Пре (1945—1987).
- Другою дружиною Баренбойма стала радянська піаністка Олена Башкірова (дочка Дмитра Башкірова).

Даніель Баренбойм має аргентинське, ізраїльське та іспанське громадянства. Мешкає переважно в Берліні.[джерело?]

## Нагороди
Баренбойм є один з найвизнаніших диригентів початку XXI століття. Він відзначений такими нагородами, як Орден «За заслуги перед Федеративною Республікою Німеччина» (Великий хрест із зіркою та плечовою стрічкою) за заслуги (2002), премія Вільгельма Фуртвенглера (2003), Премія Роберта Шумана (2005), Премія Ернста фон Сіменса (2006). Почесний доктор кількох університетів світу, командор Ордена Почесного легіону (2007), багаторазовий лауреат премій Ґреммі. 2004 року він отримав у Ізраїлі премію Вольфа, яку присуджують вченим і художникам «за досягнення в інтересах людства і справі миру між народами», у 2007 році йому вручили Імператорську Премію.

## Шанування
- На честь Даніеля Баренбойма названо астероїд 7163 Баренбойм[10].

## Книги
- Barenboim D., Lewin M. Daniel Barenboim: a life in music. New York: C. Scribner's Sons; Maxwell Macmillan International, 1992
- Barenboim D., Said E.W. Parallels and paradoxes: explorations in music and society.New York: Pantheon Books, 2002